# Винтаж (фотография)
Винта́жная фотография (винта́ж, от англ. vintage — выдержанный, марочный) — фотоотпечаток, сделанный с негатива фотографии при жизни фотографа и под его непосредственным наблюдением.

## Описание

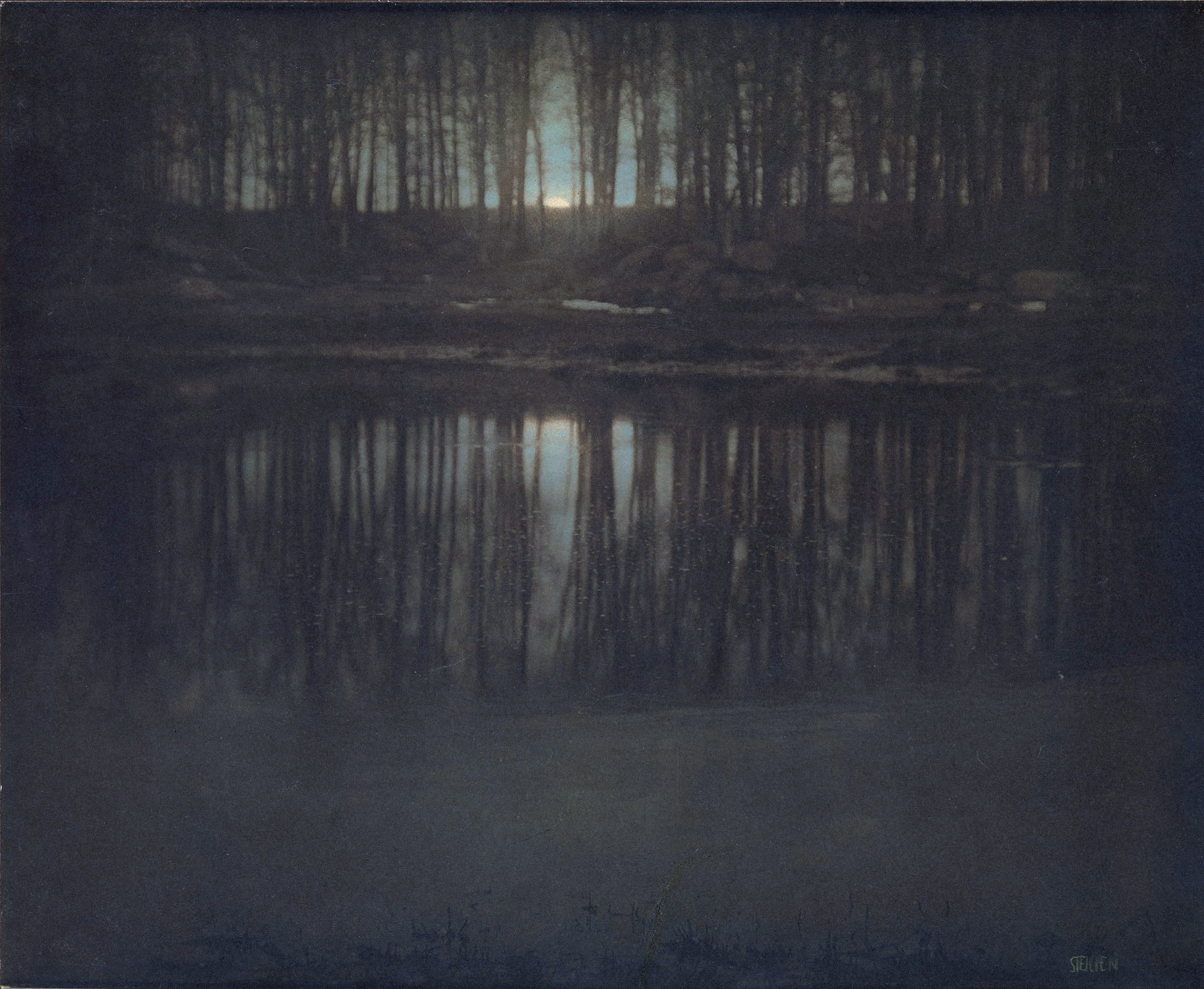
Эдвард Стайхен, «Озеро в лунном свете», 1904

Винтажными считаются фотоотпечатки, сделанные при жизни фотографа как им самим, так и под его наблюдением лаборантом. Они имеют статус уникальности и являются предметом коллекционирования: выбор химии, бумаги и оборудования оказывает значительный эффект на конечное изображение, которое и считается наиболее «оригинальным» в сравнении с фотографиями, отпечатанными позднее с того же самого негатива. По словам американского коллекционера Алана Крэйна, «только винтаж обладает необъяснимой магией присутствия, присутствия своего создателя».
Согласно одной из трактовок термина «винтаж», такой фотографией может называться только та, которая была отпечатана вскоре после получения негатива. В некоторых случаях это определение является проблемным. Например, когда автор фотографии спустя несколько лет возвращается к негативу и переосмысливает то, как его необходимо подать при печати, или когда фотоотпечаток был впервые сделан лишь спустя несколько лет после экспонирования негатива.
Благодаря статусу уникальности и своей ограниченности в количестве винтажная фотография является значимой частью артрынка, на котором вплотную подбирается к работам современных художников. Так, в феврале 2006 года на аукционе «Сотбис» винтажный отпечаток американского фотографа начала XX века Эдварда Стейхена «Озеро в лунном свете» ушёл с молотка за 2,9 млн долларов, став на тот момент самой дорогой фотографией в мире. Выставки винтажных фотографий регулярно проходят в Нью-Йоркском музее современного искусства и других мировых экспозиционных центрах.